# Travis Fulgham
Travis Fulgham (Alexandria, 13 settembre 1995) è un giocatore di football americano statunitense che milita nel ruolo di wide receiver per i Green Bay Packers della National Football League (NFL).

## Carriera

### Detroit Lions
Fulgham fu scelto nel corso del sesto giro (184º assoluto) del Draft NFL 2019 dai Detroit Lions. Dopo avere passato i primi tre mesi nella squadra di allenamento, il 12 dicembre fu promosso nel roster attivo. Debuttò come professionista tre giorni dopo contro i Tampa Bay Buccaneers. La sua stagione da rookie si chiuse con 3 presenze e nessuna ricezione.

### Philadelphia Eagles
Dopo avere passato la pre-stagione 2020 con i Green Bay Packers, il 20 agosto 2020 Fulgham firmò con i Philadelphia Eagles. Nel quinto turno contro i Pittsburgh Steelers disputò fino a quel momento la miglior gara in carriera ricevendo dal quarterback Carson Wentz 10 passaggi per 152 yard e un touchdown.